# Kallósd, Zala
Kallósd  este un sat în districtul Zalaszentgrót, județul Zala, Ungaria, având o populație de 87 de locuitori (2011). 

## Demografie
Componența etnică a satului Kallósd
     Maghiari (100%)
Componența confesională a satului Kallósd
     Necunoscută (100%)
Conform recensământului din 2011, satul Kallósd avea 87 de locuitori. Din punct de vedere etnic, majoritatea locuitorilor (100,0%) erau maghiari. . Pentru 100,0% din locuitori nu este cunoscută apartenența confesională.